# 堀真五郎
堀 真五郎（ほり しんごろう、天保9年閏4月11日（1838年6月3日） - 大正2年（1913年）10月25日）は、幕末の長州藩の志士で、明治時代の大審院判事、貴族院勅選議員。諱は義彦。変名は有田又四郎。姓は藤原とも。号は水石・風民・白鷺夫・斜石。

## 人物
天保9年（1838年）4月11日、長門国阿武郡萩町において、妙玖寺の臣・堀文左衛門松園の子として生まれる。年少の頃から軍談を好んで、功名心旺盛だったため、脱藩して各国の志士達、特に久坂玄瑞・高杉晋作らと交友を深めて尊皇攘夷活動に加わった。文久2年（1862年）11月に高杉晋作らの英国公使館焼き討ち事件にも参加し、文久3年（1863年）に八幡隊が結成されると初代総管に就任した。
戊辰戦争時には徴士内国事務局判事、次いで箱館府兵事取扱役に就任した。明治元年（1868年）10月に榎本武揚率いる旧幕府軍が蝦夷地へ上陸を開始すると侵攻を阻止するため防戦したが敵わず、箱館府知事清水谷公考と共に25日五稜郭を脱して青森へ逃れる。東京に箱館の事情を報告した後に役を罷免されるが、翌明治2年（1869年）1月に復職。しかし結局は青森在駐軍の事務係とされてしまい、その後の箱館戦争には参戦しなかった。戦後の6月に箱館へ戻り、降伏人などを取り締まる。
明治維新後は東京始審裁判所長や大審院判事などを務める。明治23年（1890年）9月29日、貴族院勅選議員に任じられ、大正2年（1913年）10月25日に死去するまで在任した。享年76。晩年を過ごした山口県山口市小郡下郷にある尾崎墓地の一角に堀真五郎とその妻・菊子の夫婦墓が建てられている。

## 栄典
- 明治8年（1875年）9月20日 - 正七位[3]
- 明治15年（1882年）12月29日 - 勲六等単光旭日章[3]
- 明治17年（1884年）2月21日 - 従六位[3]
- 明治19年（1886年）7月8日 - 正六位[4]
- 明治21年（1888年）12月26日 - 勲五等瑞宝章[5]
- 明治22年（1889年）11月29日 - 大日本帝国憲法発布記念章[6]
- 明治39年（1906年）4月1日 - 勲四等旭日小綬章[3]
- 大正2年（1913年）10月25日 - 正五位[3]